# Craig Jones

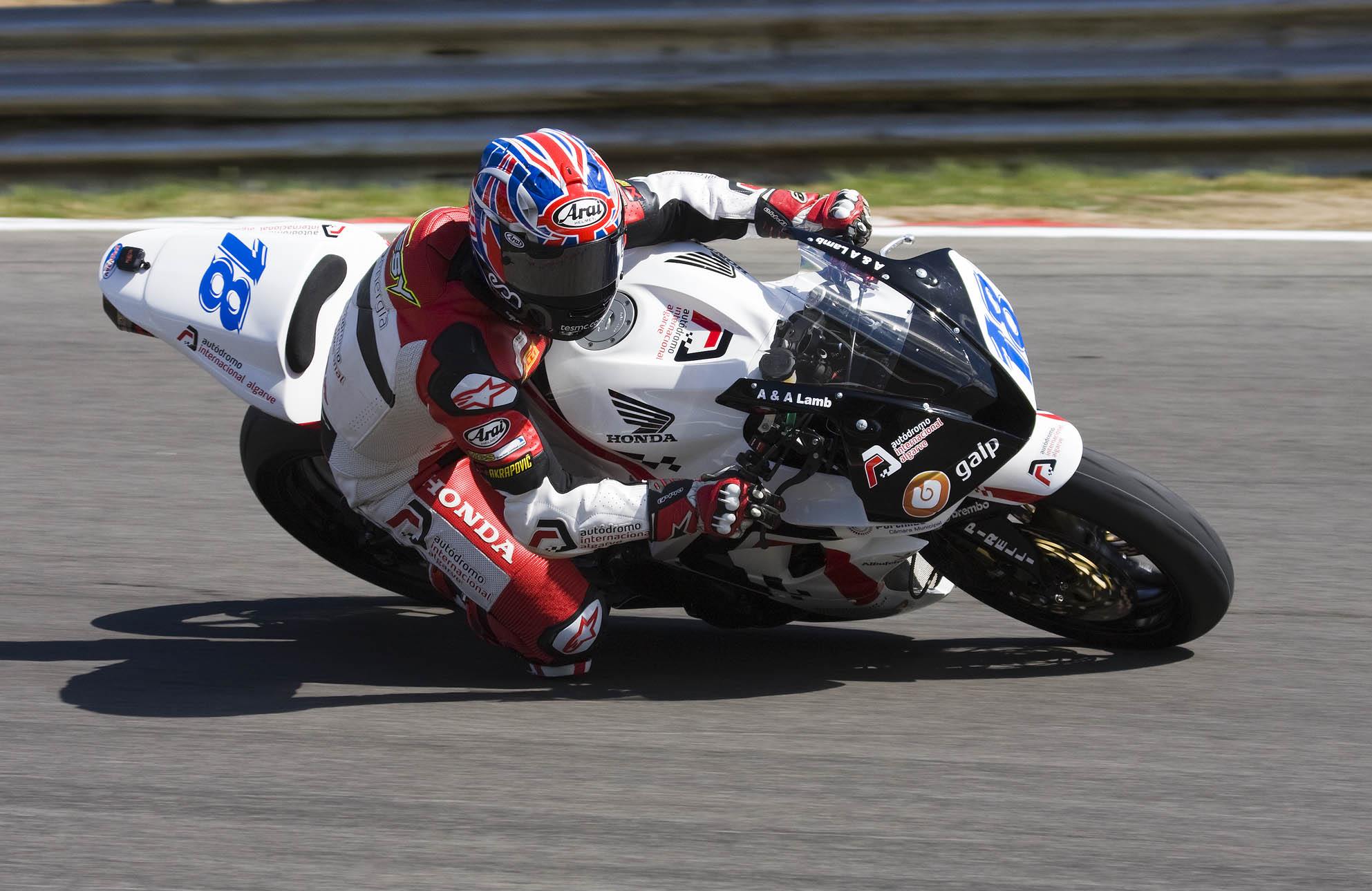
Craig Jones, 1. August 2008.

Craig Jones (* 16. Januar 1985 in Crewe, Cheshire, England; † 4. August 2008 in London) war ein britischer Motorradrennfahrer.
Jones, genannt Jonesy, galt als eines der größten Talente im britischen Motorradsport und war für seinen spektakulären Fahrstil sowie seinen großen Einsatz auf dem Motorrad und seinen freundlichen Charakter bekannt. Seine Lieblings-Startnummer war die 18.
Craig Jones verunglückte am 3. August 2008 beim Supersport-WM-Lauf in Brands Hatch schwer und erlag wenige Stunden später seinen Verletzungen.

## Karriere

### Anfänge
Craig Jones zeigte 1996, im Alter von elf Jahren, eindrucksvolle Leistungen in der nationalen Junior-Mini-Moto-Meisterschaft. Er gewann alle acht Rennen, in denen er startete, nachdem er sich vorher jeweils auch die Pole-Position gesichert hatte. 1999 und 2000 startete er in der britischen Superteen-Meisterschaft. 2002 gewann Jones die British Junior Superstock Championship im Team Roundstone Suzuki, im folgenden Jahr startete er in der britischen Supersport-Meisterschaft für Triumph Valmoto. 2004 gewann Jones im selben Team seinen ersten BSS-Lauf und wurde Achter des Gesamtklassements. Außerdem debütierte er in dieser Saison auch in der Supersport-Weltmeisterschaft, in der er die Rennen in Valencia und Silverstone bestritt.
Zur Saison 2005 wechselte Craig Jones zu Northpoint Honda, wo er eine CBR 600 pilotierte und als einer der Meisterschaftsanwärter in der British-Supersport-Serie galt. Der Brite erreichte sieben Podiumsplatzierungen und wurde hinter Leon Camier Vizemeister. In der Weltmeisterschaft bestritt Jones drei Rennen. In Silverstone qualifizierte er sich für die erste Startreihe, musste das Rennen aber wegen eines Problems an der Kupplung aufgeben. Im tschechischen Brünn erreichte er Platz sechs, in Brands Hatch wurde er Achter und schloss die Saison dadurch als 17. ab.

### Superbike-WM
Aufgrund seiner Leistungen wurde Craig Jones für die Saison 2006 vom Foggy-Petronas-Team des vierfachen Weltmeisters Carl Fogarty für die Superbike-Weltmeisterschaft verpflichtet. Das eingesetzte Motorrad, die Petronas FP1, ausgerüstet mit einem 900-cm³-Dreizylinder-Motor, war der japanischen und italienischen Konkurrenz jedoch unterlegen. Der Brite sammelte in 24 Rennen nur drei WM-Zähler und beendete die Saison als 27. der Gesamtwertung.

### Supersport-WM
2007 bestritt Craig Jones auf einer Honda CBR 600 RR des Teams Revè Ekerold Honda Racing seine erste volle Supersport-WM-Saison. Er steigerte sich im Saisonverlauf kontinuierlich und erreichte mit zwei zweiten und einem dritten Platz drei Podiumsplatzierungen sowie eine Pole-Position im italienischen Vallelunga. Mit 94 Punkten schloss Jones die Saison als Fünfter der Gesamtwertung ab.
Zur Saison 2008 wechselte Craig Jones ins Team Parkalgar Racing, wo er wiederum eine Honda pilotierte. Der Brite erreichte, trotz eines Handbruchs, den er sich bei einem Sturz in Monza zugezogen hatte, in der ersten Saisonhälfte drei Podestplätze. Es schien nur noch eine Frage der Zeit zu sein, wann er seinen ersten Sieg feiern würde. Am 3. August 2008, beim neunten Saisonlauf in Brands Hatch, verunglückte Craig Jones und erlag wenige Stunden später seinen Verletzungen. In dem Rennen, das wegen seines Sturzes abgebrochen wurde, wurde Jones als Zweiter gewertet und somit zum Siebtplatzierten in der Meisterschaft.

### Tödlicher Unfall
Am Rennplatz in Brands Hatch herrschten zum Unfallzeitpunkt am 3. August 2008 instabile Wetterbedingungen. Das Supersport-WM-Rennen musste nach acht Runden wegen Regens abgebrochen werden und wurde kurze Zeit später als Regenrennen neu gestartet.
In der siebten Runde des zweiten Laufs lag Craig Jones auf teilweise feuchter Strecke direkt hinter dem Nordiren Jonathan Rea auf dem zweiten Platz, als in der schnellen Rechtskurve Clark-Curve, beim Einbiegen auf die Start-und-Ziel-Gerade, das Hinterrad seiner Honda ausbrach. Jones, der noch vergeblich versuchte, das rutschende Motorrad abzufangen, wurde auf den Asphalt geschleudert und vom Vorderrad des direkt folgenden Australiers Andrew Pitt, der nicht mehr ausweichen konnte, am Kopf getroffen. Craig Jones zog sich dabei ein Schädel-Hirn-Trauma zu und blieb regungslos auf der Piste liegen. Das Rennen wurde daraufhin abgebrochen und Jones behandelt. Der Brite musste im Streckenhospital viermal wiederbelebt werden und wurde danach in kritischem Zustand ins Royal London Hospital gebracht. Wenige Stunden später, am 4. August 2008 um 0:32 Uhr, starb Craig Jones an seinen schweren Kopfverletzungen.

## Ehrungen
Im November 2008 wurde eine Kurve des Autódromo Internacional do Algarve im portugiesischen Portimão nach Craig Jones benannt. Im Oktober 2009 wurde am Haupteingang der Rennstrecke ein fünf Tonnen schweres Denkmal für ihn enthüllt.

## Verweise